# Ветиверовое масло

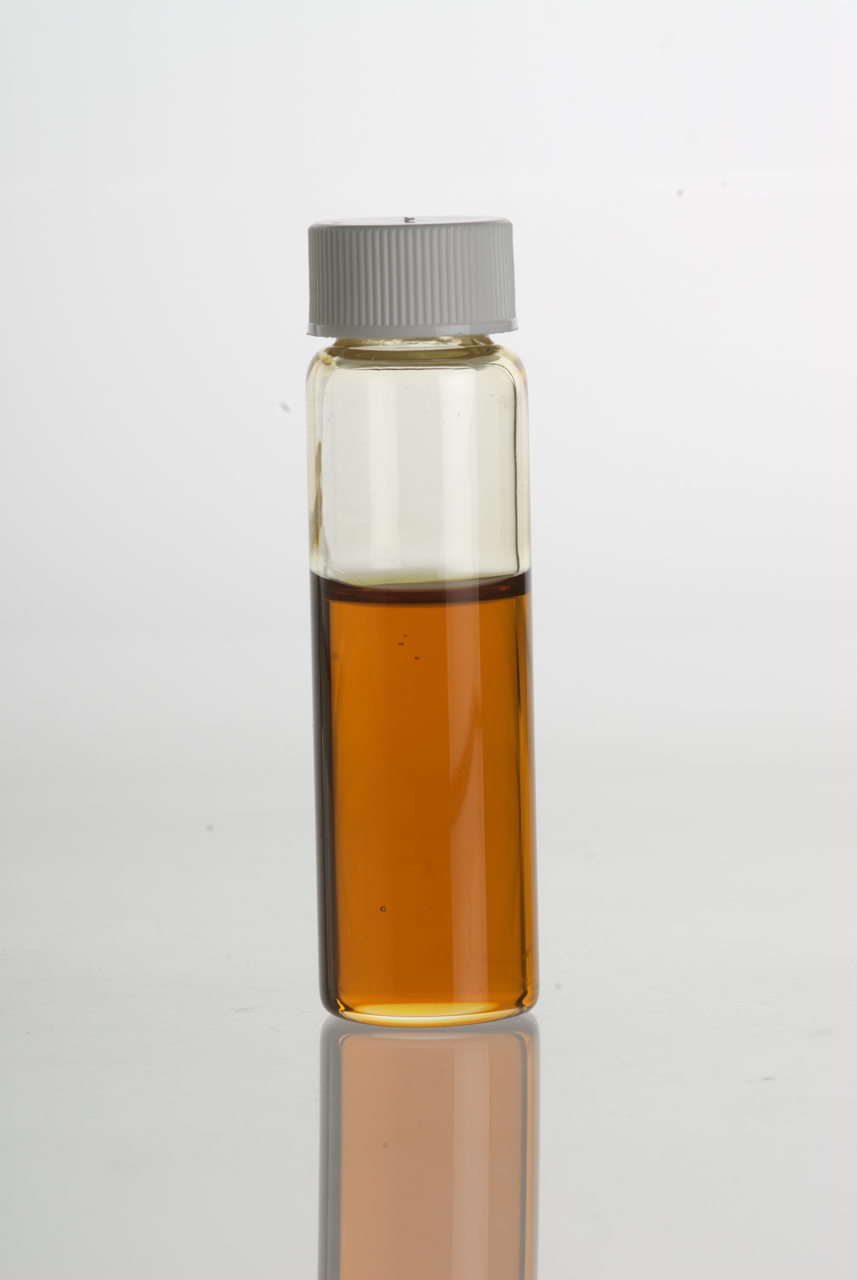
Ветиверовое масло.

Ветиверовое масло — эфирное масло, содержится в корнях ветивера (Chrysopogon zizanioides (L.) Roberty), или Vetiveria zizanoides Stapf., Andropogon muricatus Retz., произрастающей в Бразилии, на островах Ява, Гаити, Реюньон, во Франции, Индии и других странах.

## Свойства
Ветиверовое масло — коричневая или красно-коричневая жидкость с древесным запахом. Растворимо в этаноле (1:01 — 96%-м), бензилбензоате, диэтилфталате, растительных маслах; нерастворимо в воде, глицерине и пропиленгликоле. Довольно устойчиво к разбавленным кислотам и щелочам.
| tвсп, °C | {\displaystyle {\mbox{d}}_{4}^{20}} | {\displaystyle [{\mbox{n}}]_{\mbox{D}}^{20}} | Кислотное число | Эфирное число | ЛД50, г/кг                                |
| -------- | ----------------------------------- | -------------------------------------------- | --------------- | ------------- | ----------------------------------------- |
| 130      | 0,992 ÷ 1,001                       | 1,520 ÷ 1,523                                | 5 ÷ 15          | 17 ÷ 47       | > 5 крысы (перорально), кролики (накожно) |

## Химический состав
Состав масла довольно сложен и зависит от места выращивания и возраста корневищ. В состав масла входят ветивен, α-аморфен, зизанен, α- и β-кадинены, кусен, трицикловетивен, α- и β-ветивенены, β-бисаболен, α-калакорен, ветиселинен, нооткатен, юненол, кусимол, β-эвдесмол, зизанол, кусон, кусимон, куситон и другие компоненты.

## Получение
Получают из свежих и высушенных корневищ путём отгонки с паром, выход масла 1,2—3,3%. Перерабатывают как дикие, так и культурные растения. Масло полученное из дикорастущих растений обладает левым вращением, а из культурной — правым вращением. Наиболее ценится Яванское масло, получаемое из корневищ двухлетней выдержки.
Основные производители — Индонезия, острова Гаити и Реюньон.

## Применение
Применяют как компонент отдушек для мыла, но главным образом для получения ветиверилацетата.
Ветиверовое масло применяется в ароматерапии, а также парфюмерии. Нередко нота ветивера выступает в качестве основы парфюмерной композиции (примеры: Guerlain Vetiver, Tom Ford Grey Vetiver, Etro Vetiver).